# 파주 덕진산성
파주 덕진산성(坡州 德津山城)은 대한민국 경기도 파주시 군내면에 있는 산성이다. 2007년 10월 22일 경기도의 기념물 제218호로 지정되었다가, 2017년 1월 19일 대한민국의 사적 제537호로 승격되었다.

## 개요
덕진산성은 내성과 외성으로 나뉘어 있다. 내성은 최고봉인 해발 65m 봉우리를 중심으로 산 능선을 따라 돌며 구축되어 있다. 내성의 전체 모양은 표주박 형태를 하고 있다.
외성에는 두개의 문지가 완연하게 남아있고 성가퀴로 추정되는 부분이 두군데 있다. 외성과 내성 사이에는 곡저부가 형성되어 있고 완경사를 이루며 강변으로 연결되어 배를 접안할 수 있었을 것으로 보인다.

## 사적 지정사유
파주 덕진산성은 고구려에 의해 축성된 후 통일신라시대 보축·개축되고 조선시대에 외성이 축조되는 등 삼국시대부터 통일신라시대, 조선시대에 이르는 축성기술의 변화과정을 알 수 있어 역사적·학술적 가치가 뛰어나다.
임진강 유역의 고구려 방어시설로서 고구려 역사와 문화를 보여주는 중요 유적이다.

## 참고 자료
- 파주 덕진산성 - 국가유산청 국가유산포털